# Coelachyrum
Coelachyrum és un gènere de plantes de la subfamília de les cloridòidies, família de les poàcies, ordre de les poals, subclasse de les commelínides, classe de les liliòpsides, divisió dels magnoliofitins.

## Taxonomia
- Coelachyrum annuum Cope i Boulos
- Coelachyrum brevifolium Hochst. i Nees
- Coelachyrum indicum Hack.
- Coelachyrum induratum Pilger ex Schwartz
- Coelachyrum lagopoides (Burm. f.) Senaratna
- Coelachyrum longiglume Napper
- Coelachyrum oligobrachiatum A. Camus
- Coelachyrum piercei (Benth.) Bor
- Coelachyrum poiflorum Chiov.
- Coelachyrum stoloniferum C.E. Hubb.
- Coelachyrum yemenicum (Schweinf.) S.M. Phillips